# Arcosanti
Arcosanti ist eine Experimentalstadt auf der Basis einer Stadtutopie. Sie wurde 1970 von dem Architekten Paolo Soleri in der Wüste von Arizona (USA), gut 100 km nördlich von Phoenix gegründet. Der Plan sah eine Kapazität von 5000 Einwohnern bei Fertigstellung vor.

## Konzept
Das Konzept zielt auf Kompaktheit der Häuser ab und soll so nur wenig Baugrund beanspruchen. Paolo Soleri begründete die Arkologie-Bewegung (Kofferwort aus Architektur und Ökologie), die er an dieser Stadt demonstrierte. Formal ist die Stadt eine Unincorporated Community.
Soleri entwickelte in der Planung der Stadt Wrights Theorien vom Bauen und Leben in der Natur weiter, Esoterik miteingeschlossen, und brachte sie in die Zeit von Ölkrise und Zivilisationsskepsis.

## Umsetzung

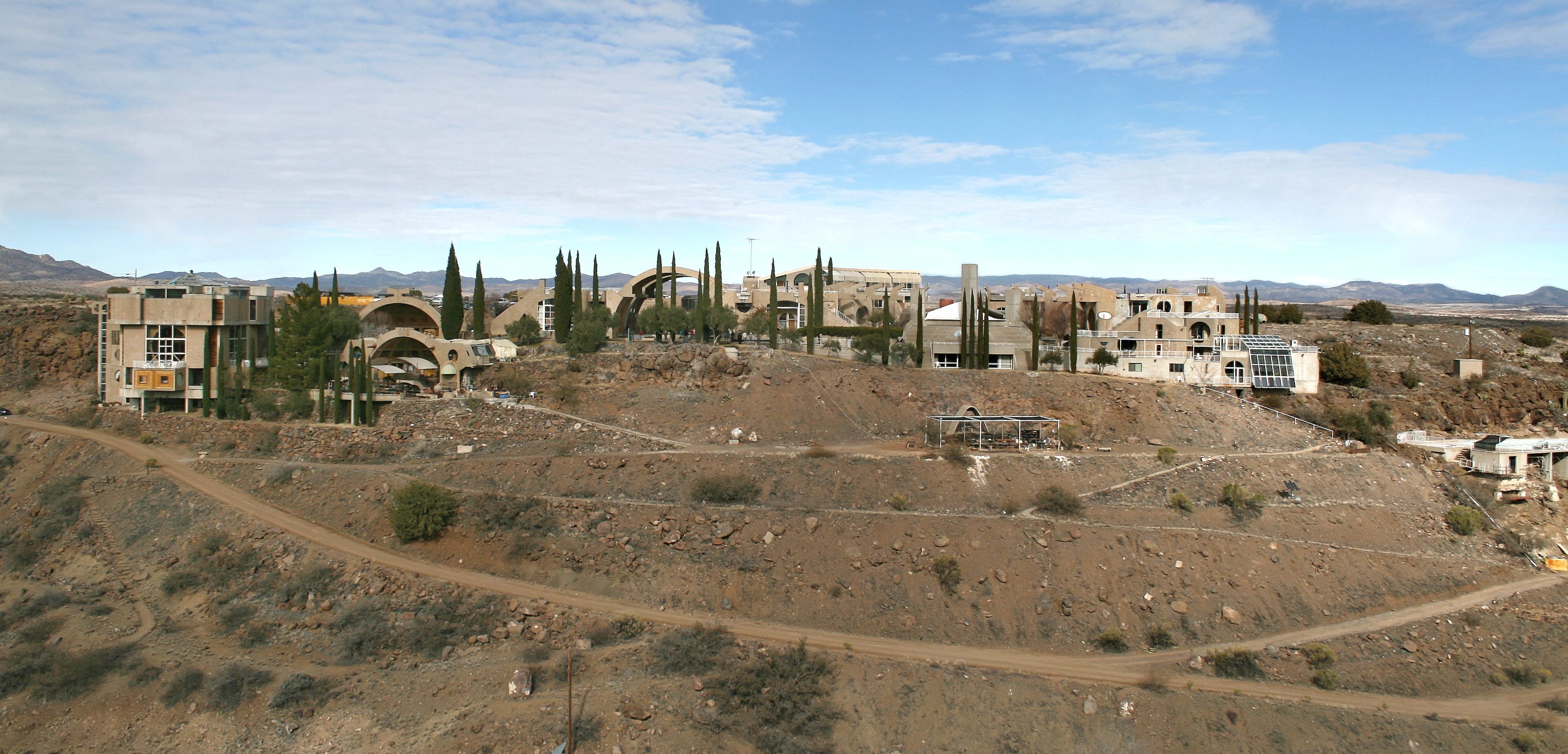
Die Stadt, 2007

In den ersten vierzig Jahren des Projektes haben rund 7000 Personen für kürzere oder längere Zeit in Arcosanti gelebt und an der Stadt mitgearbeitet, wobei es immer „nicht nur ums Bauen, sondern um eine Utopie gemeinschaftlichen, unentfremdeten Lebens“ ging. Dabei haben sie jedoch bis 2012 nur rund 1 % der ursprünglichen Planung ausgeführt.
Die Anlage besteht aus etwas über einem Dutzend Baukörpern, von den für das Belüftungs- und Heizungskonzept erforderlichen Gewächshäusern unterhalb der Anlage, deren Abluft die Häuser durchziehen soll, wurden nur zwei fertiggestellt und auch sie werden nicht ausreichend benutzt, um die Häuser damit zu beheizen.

## Nutzung
Die Stadt hat rund 25.000 Besucher im Jahr, die wirtschaftliche Basis ist der Verkauf von Kunsthandwerk, der Stand 2011 oder früher einen Umsatz von etwa einer Million Dollar im Jahr erzielte. Im Herbst 2011 zog sich Soleri im Alter von 92 Jahren von allen Funktionen zurück und übergab die Führung der Muttergesellschaft des Stadtprojekts Cosanti Foundation an den Architekturprofessor Jeff Stein. Er starb im April 2013.
Arcosanti stellt wie das Projekt Auroville (Indien)  den kollektiven Versuch der Realisierung einer Stadtutopie dar, mit neuen Wohn- und Lebensbedingungen zu experimentieren.